# Éperlecques
Éperlecques, en neerlandès Sperleke, és un municipi francès, situat al departament del Pas de Calais i a la regió dels Alts de França. L'any 2007 tenia 3.135 habitants. Es va agermanar amb Zonnebeke a Bèlgica.

## Demografia

### Població
El 2007 la població de fet d'Éperlecques era de 3.135 persones. Hi havia 1.136 famílies de les quals 216 eren unipersonals (64 homes vivint sols i 152 dones vivint soles), 372 parelles sense fills, 476 parelles amb fills i 72 famílies monoparentals amb fills.
La població ha evolucionat segons el següent gràfic:
Habitants censats

### Habitatges
El 2007 hi havia 1.221 habitatges, 1.137 eren l'habitatge principal de la família, 35 eren segones residències i 49 estaven desocupats. 1.174 eren cases i 32 eren apartaments. Dels 1.137 habitatges principals, 877 estaven ocupats pels seus propietaris, 237 estaven llogats i ocupats pels llogaters i 23 estaven cedits a títol gratuït; 36 tenien dues cambres, 115 en tenien tres, 252 en tenien quatre i 734 en tenien cinc o més. 955 habitatges disposaven pel capbaix d'una plaça de pàrquing. A 489 habitatges hi havia un automòbil i a 531 n'hi havia dos o més.

### Piràmide de població
La piràmide de població per edats i sexe el 2009 era:
| Homes | Edats   | Dones |
| ----- | ------- | ----- |
| 0     | 95 o +  | 0     |
| 0     | 90 a 94 | 4     |
| 0     | 85 a 89 | 12    |
| 16    | 80 a 84 | 28    |
| 44    | 75 a 79 | 48    |
| 24    | 70 a 74 | 60    |
| 56    | 65 a 69 | 52    |
| 92    | 60 a 64 | 68    |
| 32    | 55 a 59 | 52    |
| 92    | 50 a 54 | 84    |
| 68    | 45 a 49 | 88    |
| 124   | 40 a 44 | 104   |
| 124   | 35 a 39 | 120   |
| 132   | 30 a 34 | 96    |
| 116   | 25 a 29 | 112   |
| 52    | 20 a 24 | 76    |
| 124   | 15 a 19 | 92    |
| 144   | 10 a 14 | 164   |
| 92    | 5 a 9   | 120   |
| 88    | 0 a 4   | 72    |

## Economia
El 2007 la població en edat de treballar era de 2.084 persones, 1.384 eren actives i 700 eren inactives. De les 1.384 persones actives 1.243 estaven ocupades (741 homes i 502 dones) i 141 estaven aturades (66 homes i 75 dones). De les 700 persones inactives 172 estaven jubilades, 203 estaven estudiant i 325 estaven classificades com a «altres inactius».

### Ingressos
El 2009 a Éperlecques hi havia 1.166 unitats fiscals que integraven 3.157,5 persones, la mediana anual d'ingressos fiscals per persona era de 15.960 €.

### Activitats econòmiques
Dels 96 establiments que hi havia el 2007, 2 eren d'empreses extractives, 1 d'una empresa alimentària, 1 d'una empresa de fabricació de material elèctric, 3 d'empreses de fabricació d'altres productes industrials, 15 d'empreses de construcció, 14 d'empreses de comerç i reparació d'automòbils, 7 d'empreses de transport, 9 d'empreses d'hostatgeria i restauració, 2 d'empreses financeres, 7 d'empreses immobiliàries, 8 d'empreses de serveis, 16 d'entitats de l'administració pública i 11 d'empreses classificades com a «altres activitats de serveis».
Dels 28 establiments de servei als particulars que hi havia el 2009, 1 era una oficina de correu, 3 tallers de reparació d'automòbils i de material agrícola, 1 taller d'inspecció tècnica de vehicles, 3 autoescoles, 5 paletes, 2 guixaires pintors, 4 fusteries, 1 lampisteria, 1 empresa de construcció, 3 perruqueries, 1 veterinari, 1 restaurant, 1 agència immobiliària i 1 saló de bellesa.
Dels 4 establiments comercials que hi havia el 2009, 1 era un hipermercat, 1 una botiga de menys de 120 m², 1 una fleca i 1 una joieria.
L'any 2000 a Éperlecques hi havia 31 explotacions agrícoles que ocupaven un total de 1.292 hectàrees.

## Equipaments sanitaris i escolars
El 2009 hi havia 1 farmàcia i 1 ambulància.
El 2009 hi havia 1 escola maternal i 3 escoles elementals.

## Poblacions més properes
El següent diagrama mostra les poblacions més properes.